# Ivan Ceban
Ivan Ceban (în rusă Иван Дмитриевич Чебан; n. 25 aprilie/8 mai 1910, Stara Kulna, Volostul Nestoita⁠(d), Gubernia Podolia, Imperiul Rus), întâlnit și ca Ion D. Ciobanu, a fost un om de stat și politician sovietic moldovean, distins cu Ordinul Lenin.

## Biografie
S-a născut în 1910 în satul moldovenesc Culina Veche din ținutul Balta, gubernia Podolia (Imperiul Rus), aflat în prezent în Ucraina.
A absolvit Institutul Pedagogic din Tiraspol. În timpul celui de-Al Doilea Război Mondial a activat în domeniul literarii propagandistice, fiind redactor-șef al ziarului „Pentru Moldova Sovietică” (За Советскую Молдавию). După război, a fost director al Institutului de Istorie, Lingvistică și Literatură pe lângă Academia de Științe a RSS Moldovenești, ulterior, director al Institutului Pedagogic din Chișinău și șef al Departamentului de folcloristică al Academiei de Științe a RSSM. 
A fost inițiatorul reformei ortografice a limbii moldovenești din 1945, aprig contestată de criticul literar Ion Vasilenco.
A fost ales deputat al Sovietului Suprem al URSS al celor de-a II-a, a III-a și a IV-a convocări.
A decedat după anul 1988.

## Lucrări
- Граматика лимбий молдовенешть, ултима ед. („Gramatica limbii moldovenești”), 1963
- Скице де фолклор молдовенеск („Schițe de folclor moldovenesc”), 1965
- Поезия лирикэ популарэ молдовеняскэ („Poezia lirică moldovenească”), 1973[5]
- Очерки молдавско-русско-украинских литературных связей („Relatări despre legăturile literare moldo-ruso-ucrainene”; în colaborare), 1978.[6]